# Кавалєров Іван Миколайович
Іва́н Микола́йович Кавалє́ров (30 грудня 1871, м. Рязань, Росія – 19 серпня 1946, м. Горький, Росія) — ректор Харківського медичного інституту (1922–1923), вчений-профпатолог, доктор медичних наук, професор (1920).

## Біографія
Іван Миколайович Кавалєров народився у Рязані, у родині вчителя грецької мови.
Середню освіту Іван Миколайович одержав у гімназії, потім вступив на медичний факультет Московського університету, який закінчив з відзнакою (1896). Під час навчання отримував стипендію імені професора Скворцова за вивчення поширення епідемій холери, черевного тифу, малярії, сифілісу, паразитичних захворювань в Криму.
Після закінчення університету І.М. Кавалєрова було обрано, з числа багатьох претендентів, ординатором в шпитальній терапевтичній клініці професора О.О. Остроумова, де протягом трьох років набував клінічного досвіду. Іван Миколайович проводив активну санітарно-просвітницьку роботу, та вимагав від земства проведення заходів щодо профілактики малярії, знищення застійних водоймищ, хінізації робітників, також наполягав на лікуванні інфікованих венеричними хворобами тощо. По закінченні ординатури йому була запропонована посада позаштатного асистента без оплати, тому він був вимушений припинити наукову роботу і шукати місце практичного лікаря.
У 1901-1905 рр. — головний лікар і завідувач терапевтичним відділенням лікарні «Товариства для розробки кам’яної солі та вугілля на Півдні Росії» (зараз Україна, м. Донецьк).
Ще за студентські роки І.М. Кавалєров брав участь у революційному русі; на Донбасі його революційна діяльність розширилася – тут у 1900-1905 р. він був пов’язаний з відомими діячами робітничого руху Г.І. Петровським і П.О. Моїсеєнком. За сприяння проведенню страйку робітників Щербинівського рудника (Донбас, 1905) був висланий на батьківщину.
З 1906 р. — завідувач терапевтичним відділенням і фізіотерапевтичним кабінетом лікарні (м. Рязань).
З 1909 р. — головний лікар Балахнінської лікарні Ради з’їзду бакинських нафтопромисловців, член комісії з промислової гігієни.
Коли у 1910 р. на Донбасі почалася епідемія холери, його направили до Горлівського округу, де епідемія набула значного розмаху.
Після успішної ліквідації епідемії холери І.М. Кавалєрову дозволили працювати у Горлівці, де він до 1914 р. служив лікарем, проводячи наукові дослідження, виконуючи велику практичну роботу, не полишаючи участі в революційному русі.
В ці роки він вивчав легеневий туберкульоз робітників-текстильників, підвищення захворюваності шахтарів і членів їх родин, отруєння нафтовиків при боротьбі з нафтовими пожежами, травматизм рудокопів, методи визначення окису вуглецю у рудничному повітрі тощо.
Виконав кілька робіт з проблем гігієни праці та професійної патології. Ці роботи принесли йому славу як значному фахівцеві у галузі гігієни праці та профпатології.
У 1911-1912 роках Іван Миколайович побував з науковими цілями в зарубіжних клініках і санаторіях, в тому числі в Парижі, Мілані та Ніцци, там він стажувався і закінчував свою докторську дисертацію. Робота була прийнята до захисту в Харківському університеті, але в зв'язку з початком Першої світової війни І. Н. Кавалеров у вересні 1914 року був призваний на військову службу. Був начальником військового госпіталю № 52 (Росія, м. Орел, 1917), членом Ради робітничих і селянських депутатів м. Орел, заступником завідувача губернським відділом охорони здоров’я міста Орел (1917-1918). Брав участь в ліквідації епідемії висипного тифу в Брянській і Чернігівській губерніях, на Уралі.
У 1919 р. організував в Москві лікарню для висипнотифозних хворих.
Брав участь у створені музею при Народному комісаріаті праці тощо, був також консультантом музею санітарії та гігієни.
З 1920 р. працював в Уральському університеті (Росія, м. Єкатеринбург): декан медичного факультету, професор кафедри пропедевтики внутрішніх хвороб, завідувач терапевтично-хірургічної клініки. Заступник голови Єкатеринбурзького медичного товариства. В тому ж році Івана Миколайовича було затверджено кваліфікаційною комісією у званні професора.
З 1 листопада 1922 р. до 28 вересня 1923 р. — ректор Харківського медичного інституту, завідувач кафедри пропедевтики внутрішніх хвороб.
І.М. Кавалєров активно підтримував ідею створення робітничого факультету у Харківському медичному інституті, щоб надати робітничій і селянській молоді можливість одержати вищу освіту. У січні 1923 р. у Харківському медичному інституті був організований перший робітничий факультет у медичних вузах України.
З 1924 р. — професор кафедри гігієни праці Донецького гірничого інституту, керівник лабораторії в Інституті гігієни та патології праці.
З 1931 р. — завідувач кафедри гігієни праці і професійної патології Нижньогородського / Горьківського медичного інституту ім. С. М. Кірова (з 2018 р. Приволжський дослідний медичний університ), одночасно завідувач клінікою професійних хвороб при НДІ гігієни праці та професійних захворювань.
Жив в місті Горькому. Похований на Бугровському кладовищі.

## Напрацювання
Кавалєров Іван Миколайович автор понад 50 наукових робіт. Одним з перших в Росії займався санітарно-статистичними дослідженнями в галузі гігієни праці та професійної патології.
- «О повышении заболеваемости шахтеров и членов их семей»
- «О травматизме рудокопов»
- «Об эндемии легочного туберкулеза среди рабочих-текстильщиков Раменской мануфактуры»
- «Об отравлении рабочих–нефтяников при борьбе с нефтяными пожарами»
- «Об окиси углерода в рудничном воздухе и методах его определения» та ін.[1]

## Нагороди
Орден Леніна (17.09.1943)